# Enryaku-ji

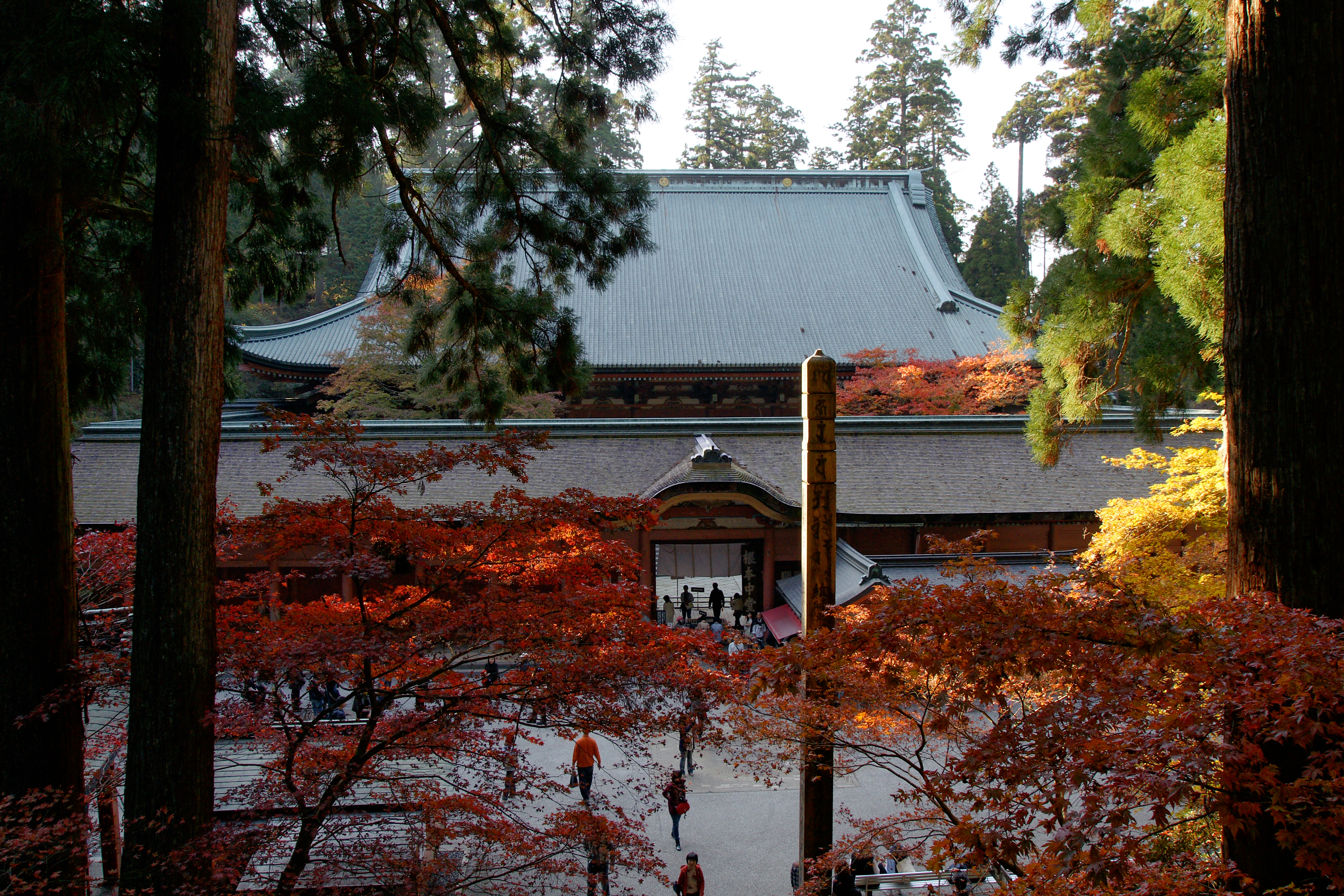
Blik op de tempel Konpon Chudō van het tempelcomplex Enryaku op de berg Hiei.

De Enryaku-ji (Japans: 延暦寺) is een boeddhistisch kloostercomplex op de berg Hiei in Japan, nabij de stad Kyoto. Het werd gesticht in 788 tijdens de Heianperiode door de Japanse monnik Saichō (767-822), die eveneens het Tendaiboeddhisme in Japan introduceerde. Het is de hoofdtempel van het Tendaiboeddhisme en staat sinds 1994 op de werelderfgoedlijst van UNESCO.

## Oorsprong naam
Enryaku is de officiële naam voor het grootste deel van de regeerperiode van keizer Kanmu (737-806). Ji staat voor tempel of tempels.

## Ontstaan
De Enryaku-ji werd gesticht in 788 door de monnik Saichō. Hij was de zoon van een sterk gelovige boeddhist en werd uitgeroepen tot priester van de Kegon-school in de Tōdai-ji te Nara. Drie maanden later keerde hij terug naar zijn geboortestreek, de provincie Omi. Daar bouwde hij op de berg Hiei een kluizenaarshut en begon de leer van de Tiantai-school te bestuderen, een Chinese boeddhistische stroming genoemd naar de berg waarop het hoofdklooster gevestigd is. Geïnspireerd en gefascineerd door de Tiantai-school besloot Saichō in 804 naar China te gaan en ging daar op de berg Tiantai (天台山) in de leer bij de monniken. Toen hij in 805 in Japan terugkwam, bezat hij alle historische en filosofische kennis van de Tiantai-school. Hij bouwde op de Hiei-berg een klooster van waaruit hij de op de Tiantai-school gebaseerde Tendai-leer verspreidde en monniken opleidde. Toen de Japanse hoofdstad in 794 werd verplaatst naar het belendende Heian-kyō, hedendaags Kioto, werd het de beschermtempel van de stad. In 805 vroeg Saichō aan het hof toestemming tot het officieel opzetten van een Tendai-lotusschool en vroeg daarmee om dezelfde erkenning als die van de andere zes officieel erkende Narascholen. Dit werd toegestaan en de nieuwe school kreeg een jaarlijkse toelage.

## Tendai-doctrine
Wat Saichō introduceerde in Japan was niet enkel de Tiantai-leer. Hij onderwees ook elementen van zen, esoterisch mikkyō en vinaya. De tendens om elementen van verschillende stromingen te combineren werd voortgezet door Saichō's opvolgers Ennin en Enchin.
In China bestudeerde Saichō de Tiantai-leer dat was opgesteld door Zhi-yi (538-597). Zhi-yi legde de nadruk op het belang om alle verschillende boeddhistische filosofieën in China te verenigen en zag de leer van de Lotussoetra als het ideale middel om dit te bewerkstelligen. De Lotussoetra is dus zeer prominent aanwezig in de Tendai-filosofie. Het belangrijkste element in de Lotussoetra is het concept van de Boeddha-natuur. Volgens de Tendai-leer bezit iedere persoon een soort van boeddha-embryo (Tathāgatagarbha). Men denkt als het ware dat er in elk persoon een boeddha zit die enkel door een andere pure boeddha kan worden gezien. Het idee is dan ook dat men ooit de verlichting zal bereiken en dan zelf als het ware een boeddha wordt.
Zhi-yi onderwees dat elke school dit anders uitdrukte, maar dat er tussen de scholen niet echt een contradictie was. Een tweede belangrijk onderdeel van de Tendai-leer is de eenheid van het absolute en het tijdelijke. Dit is het concept van de drie waarheden in één waarheid en beter bekend als "de waarheid van de middelste weg". Alle dingen zijn leeg, ze ontstaan in afhankelijkheid, maar tegelijk hebben ze een tijdelijk zijn. Alle dingen zijn dus zowel leeg als bestaand. Een hoofddoel voor de aanhangers van Tendai is om via door voor hen grote meesters uitgebrachte methodes een betere notie te krijgen over de waarheid van de middelste weg.
Een derde principe van de Tendai-school is dat van Ichinen Sanzen ('drieduizend inzichten in één moment). Dit is een essentieel inzicht voor het begrijpen van de rol van het individu in de wereld. In ons gedachteproces doen zich elk moment drieduizend afzonderlijke fenomenen voor. Onze gedachten verspreiden zich van het centrum van ons zijn en beïnvloeden andere wezenlijke entiteiten, de wereld en de kosmos. Een gedachte beïnvloedt dus niet enkel de individuele bedenker ervan, maar wordt een onderdeel van een grotere kracht die de samenleving en het universum beïnvloedt. Een gedachte kan conflicten of net rust veroorzaken en de vrede van de Boeddha laten neerdalen.
Ook belangrijk is de leer van ichigu wo terasu (verlicht een hoekje van de wereld) zoals ze is uitgebracht door Saichō zelf. Dit is een verbintenis tot intensief boeddhisme. Het houdt in dat je anderen zal ondersteunen als was het jezelf, dat je jezelf, je tijd en je bezittingen geeft voor het welzijn van anderen. Dit is niet gewoon een uiting van maatschappelijke verantwoordelijkheid, het is een actieve uitdrukking van de aard van spirituele bewerkstelliging en de aardse rol van onze wereldlijke acties in de manifestatie van het dharma (de leer).
Ten slotte houdt de Tendai-leer ook het bodhisattva-ideaal in. De verlichting (boddhichitta) bereiken is een doel voor allen op het bodhisattva-pad.
De Tendai-doctrine zorgde ervoor dat Japanse boeddhisten het boeddhisme konden combineren met shintoïsme, de oorspronkelijke natuurgodsdienst van Japan. Deze twee combineren is moeilijk. Enerzijds kent het shintoïsme een uitgebreid pantheon van kami, die verbonden zijn aan plaatsen, natuurfenomenen of schrijnen. Aan de andere kant stelt de boeddhistische doctrine dat iemand zich niet moet bezighouden met religieuze diensten, buiten dan met de zoektocht naar verlichting. De Tendai-monniken argumenteerden simpelweg dat kami afspiegelingen zijn van de waarheid van de universele boeddha's die naar de wereld kwamen om de mensheid te onderwijzen. Ze zijn dus eigenlijk volgens het Tendai-boeddhisme het equivalent van boeddha's. Kami worden dus beschouwd als een soort van representaties van het universele boeddha zijn. De boeddha's tonen hoe je de verlichting kan bereiken door inspanningen in vele levens en toewijding aan de leer. De kami die in het shintoïsme als gewelddadig of menshatend worden beschouwd, worden gezien als bovennatuurlijke entiteiten die de boeddhistische wet verwerpen en die geen verlichting bereikten.
Volgens het boeddhisme moet men alle wereldlijke dingen en wensen wegwerken wil men de verlichting bereiken. Dit veroorzaakte een conflict met de cultuur van elke samenleving waarin het boeddhisme werd geïntroduceerd. Verwezenlijkingen als poëzie, literatuur en visuele kunsten moest je dus laten vallen.
Door te verklaren dat de ideale wereld der ideeën niet verschilt van het dharma, kon de Tendai-doctrine schoonheid en kunsten verweven met boeddhistische leerstellingen. Poëzie speelt in Japan een prominente rol en kon in de Tendai-doctrine nu net wél leiden tot verlichting. Contemplatie in de poëzie, vooropgesteld dat het wordt gedaan in de context van de Tendai-doctrine, is simpelweg contemplatie van dharma. Hetzelfde kan gezegd worden over elke andere vorm van kunst. Het is dus mogelijk om kunst te creëren die overeenkomt met het boeddhisme.
Het Tendai-boeddhisme werd de godsdienst voor de hogere sociale klassen in de vroege Heianperiode en beïnvloedde het boeddhisme in Japan. Vele van de andere grote boeddhistische strekkingen in Japan komen uit Tendai voort en de stichters van deze strekkingen, zoals Nichiren (1222-1282), Hōnen ( 1133-1212), Shinran (1173-1263) en Dōgen (1200-1253), zijn haast allemaal geschoolde Tendai-monniken.

## Opleiding
De Enryaku-ji is een bekend opleidingsinstituut, of je nu de Tendai-doctrine als een geleerde of als een krijger bestudeert. Studeren in de Enryaku-ji kan inhouden dat je jezelf opsluit in een berghut en 12 jaar al studerend en mediterend doorbrengt. Een andere training in religieuze devotie houdt in dat je in een periode van 7 jaar in totaal 1000 dagen al wandelend doorbrengt in de bergen met een gemiddelde van 30 km per dag: 100 dagen in de eerste 2 jaar, 200 dagen in het derde, vierde en vijfde jaar en 100 dagen in zowel het zesde als zevende jaar.
De nadruk in een Tendai-opleiding ligt op het mediteren en bestuderen van werken van vroegere meesters. Ook fysieke training is van niet te onderschatten belang. Bij het mediteren of bij de religieuze oefeningen is het doel "bewustwording", bijvoorbeeld het voelen van de gemeenschappelijke geest tijdens gelijktijdig uitgevoerde rituelen. Je moet alles tegelijk voelen zonder jezelf als primordiaal te onderscheiden. Ten slotte is er nog de werktraining: dit houdt schoonmaken en andere karweitjes in. Als je erin slaagt om deze te doen terwijl je je concentreert op wat er gebeurt, train je je geest in het hier en nu en ontwikkel je een mentaal evenwicht dat de hindernissen in je geest omzet in de corresponderende wijsheden.

## Groei en vernietiging

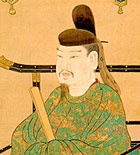
Keizer Kanmu

Met de steun van keizer Kanmu had Saichō in 807 honderd leerlingen. Deze leerlingen leefden twaalf jaar in afzondering op de Hiei-berg, al studerend en mediterend volgens een zeer rigide discipline. De traditie bestaat tot op de dag van vandaag. De besten kregen een positie in de tempel zelf, de anderen gingen naar hoge posities in de regering of aan het hof. De tempel en zijn macht groeiden gestaag, mede door zijn ligging, want als beschermtempel van Kyōto was de invloed van de Enryaku-ji op het hof en de keizer niet gering. Al gauw werd het een gigantisch complex met ongeveer 3000 subtempels en had het een machtig leger van krijgermonniken, de zogenaamde sōhei. De Enryaku-ji kwam veelvuldig in conflict met andere boeddhistische kloosters en politieke leiders. In de tiende eeuw braken er opvolgingsrellen uit die resulteerden in het ontstaan van rivaliserende kloosters: de bergorde, aanhangers van de Ennin-lijn van de Enryaku-ji en de tempelorde, aanhangers van de Enchin-lijn in Miidera-tempel aan de voet van de Hiei-berg. Gedurende de tiende, elfde en twaalfde eeuw waren er talloze incidenten tussen de Enryaku-ji en de Miidera. De conflicten gingen meestal over de aanstelling van nieuwe abten. In de elfde eeuw alleen al werd de Miidera door de sōhei van de Enryaku-ji vier keer platgebrand. Soms herinnerden ze zich dat ze dezelfde afstamming hadden en verenigden ze zich tegen gemeenschappelijke vijanden, bijvoorbeeld bij de aanval op de Kōfuku-ji in Nara in 1081 en bij de aanval op Nara in 1117. De Enryaku-ji groeide uit tot een immens machtscentrum naast de hoofdstad. Ze konden Heian-kyō om het even wanneer binnenvallen, plunderen wat ze wilden en de keizer hun wil opleggen.
Zowat alle grote en militair toegeruste tempels kozen een kant in de grote burgeroorlog tussen de Taira en de Minamoto in de Genpei-oorlogen. De sōhei van de Miidera-tempel vochten eerst samen met de Minamoto en vroegen om hulp bij de abt van de Enryaku-ji, die dit echter weigerde. De beruchte krijgermonniken speelden een hoofdrol in de Slag om Uji. Uit wraak brandden de Taira de Miidera-tempel af. De sōhei van de Miidera traden later nog op in de Genpei-oorlogen. Toen Minamoto no Yoshinaka (1154-1184) Heiyan-kyō binnenviel in 1184, stonden zij echter aan de kant van de Taira. Na de Genpei-oorlogen was er een lange periode van relatieve vrede. In de as gelegde tempels werden herbouwd, inclusief de Miidera, en de tempels begonnen hun politieke en militaire kracht te vergroten. Oude vetes kwamen bovendrijven, maar Enryaku-ji en Miidera koesterden hun onderlinge vrede. In 1467 vochten ze samen tegen de shogunale troepen die de Nanzen-ji tegen hen wilden beschermen.
In de late zestiende eeuw zochten vele tempels bondgenoten teneinde zichzelf effectiever te kunnen verdedigen in een woelig Japan. Enryaku-ji allieerde zichzelf met de Asai- en Asakura-families in 1571. Beide families hadden ernstige verliezen geleden in veldslagen tegen Oda Nobunaga (1534–1582). Dat nam de tempel niet in dank af. De macht van de Enryaku-ji was al lang een doorn in Oda Nobunaga's oog. Het feit dat de troepenmacht van de tempel elk moment de hoofdstad kon binnenvallen, was een ernstige bedreiging voor al wie plannen had om Japan één te maken. Omdat de tempel zich allieerde met Oda's vijanden en een acute bedreiging vormde voor de vrede in Japan, viel Oda Nobunaga met een immens en goed getraind bushi-leger de Hiei-berg aan in 1571. Alles op zijn pad werd verwoest. Beginnend met het dorpje Sakamoto aan de voet van de berg tot het eigenlijke klooster op de top. Enkele duizenden monniken, vrouwen en kinderen kwamen om het leven. Het Miidera klooster werd weer eens platgebrand. Beide tempels werden opnieuw herbouwd, maar hun militaire en politieke macht waren ze voorgoed verloren.

## Enryaku-ji in het heden
Het herbouwde tempelcomplex Enryaku uit de tweede helft van de zestiende eeuw en de eerste helft van de zeventiende eeuw siert nog steeds de top van de Hiei-berg. Op de tempelgronden bevinden zich momenteel 10 erkende nationale erfgoeden en meer dan 50 belangrijke culturele eigendommen. De tempel is in uitzonderlijk goede staat. In 1994 werd de Enryaku-ji erkend als een UNESCO-werelderfgoed.

## Gebouwen

### Konpon Chudō
De drie delen van de Enryaku-ji hebben elk een centrale hal. Deze gebouwen worden Ochudōgenoemd. De Konpon Chudō (根本中堂) in Todo is de grootste van deze drie. De eerste versie werd gebouwd door Saichō in 788, maar de tempel had vele rampen te verduren. Na elke verwoesting werd de Konpon Chudō nog groter en mooier herbouwd. De versie die er vandaag staat is gebouwd door Tokugawa Iemitsu (1604-1651) in 1642. Al meer dan 1200 jaar wordt in dit gebouw van de tempel een heilig vuur brandend gehouden.

### Daikodō
Daikodō (大講堂), voorheen Sanbutsudō genoemd, werd van Sakamoto naar de Hiei-berg verplaatst in 1964. De centrale figuur in dit gebouw is Dainichi Nyōrai en links en rechts bevinden zich houten standbeelden van de stichters van andere strekkingen die in de Enryaku-ji studeerden. Ook zijn er schilderijen van hogepriesters verbonden met Tendai-boeddhisme, beginnend met Boeddha.

### Amida-dō
Dit rode, vierkante tempelgebouw werd gebouwd in 1937 om de 1150ste verjaardag van de Enryaku-ji te vieren. Het werd gebouwd naar het voorbeeld van de Amida-dō van de Hokkai-ji. Het belangrijkste beeld in het gebouw is dat van Amida Nyōrai.

### Monju-ro
De Monju-ro poort bevindt zich aan de oostkant van de Konpon Chudō. Wie de Hiei-berg te voet beklimt, komt langs deze poort. Ze werd gebouwd door Jikaku Daishi-Ennin. De poort is opgetrokken naar het beeld van de Monju Bosatsudō of de Gotaisan in China. In 1668 brandde ze af, maar de herbouwde poort staat er nog steeds.

### Manpaidō en Ichigukan
In de Manpaidō zijn schrijnen met sculpturen van boeddha's en bodhisattva's. Het is een nieuwe tempel uit de Heisei-periode (huidige tijd) waar dag en nacht wordt gebeden om vrede. Ichigukan is een gratis rustplek voor bezoekers. Binnen in de Ichigukan bevindt zich een 3D-model van de Hiei-berg.

### Myoodō
De priester Soo, een leerling van Jikaku Daishi-Ennin, stichtte de Myoodō in 865. Het is het hoofdgebouw van de Mudo-Ji-Dani. Wie de zelfdiscipline-training volgt, begint hier aan de 1000 dagen durende bergwandelingen.

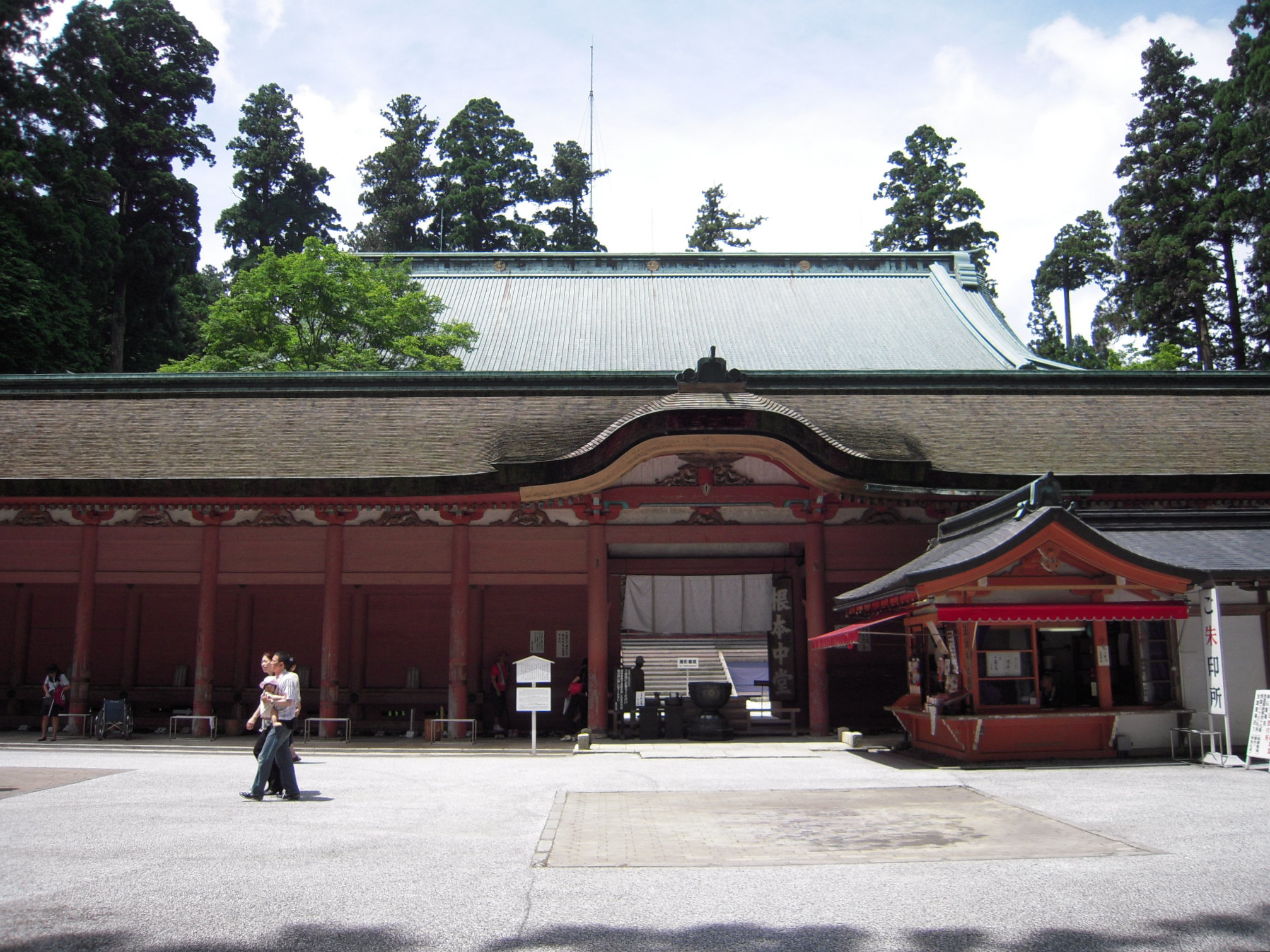
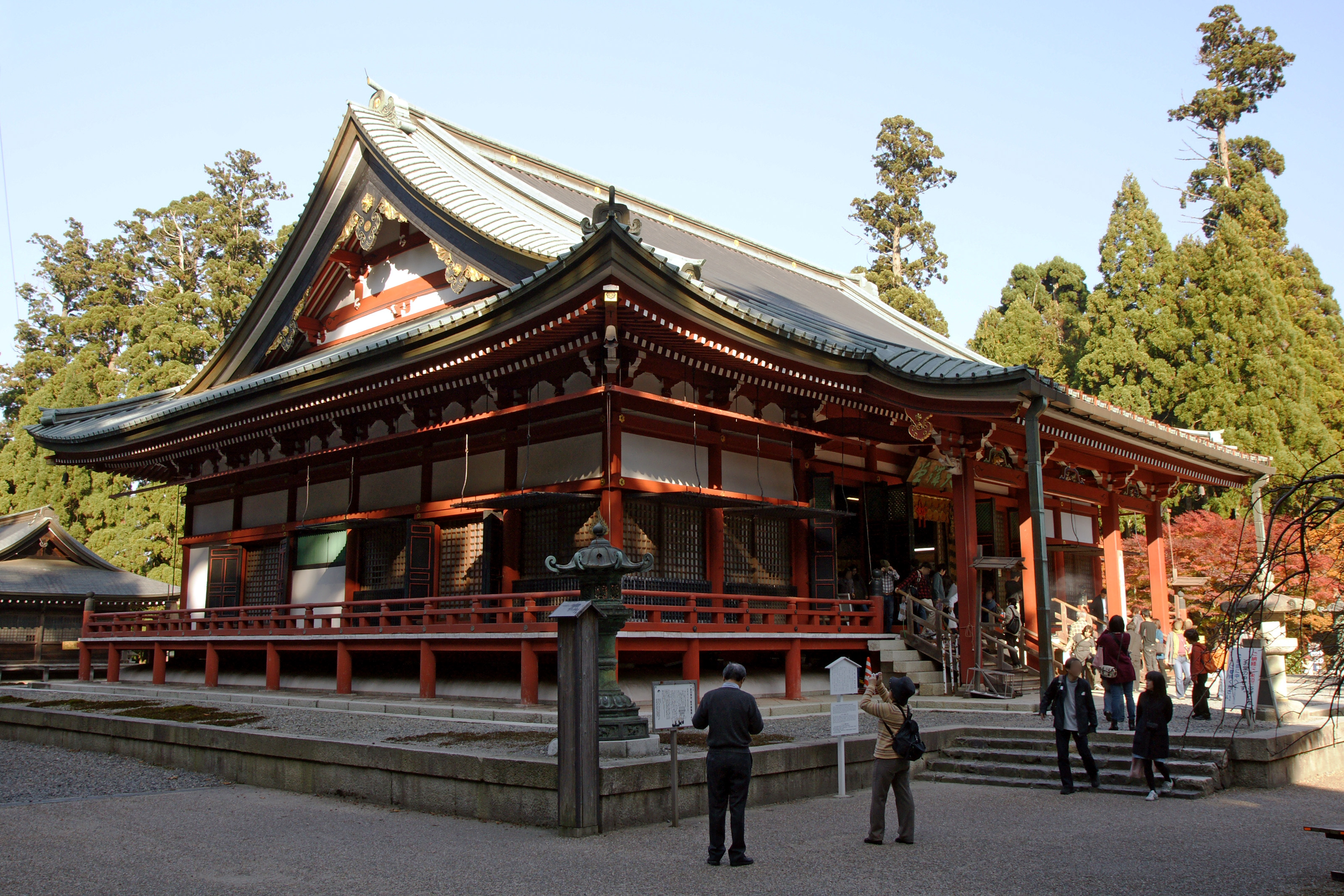
Daikodō
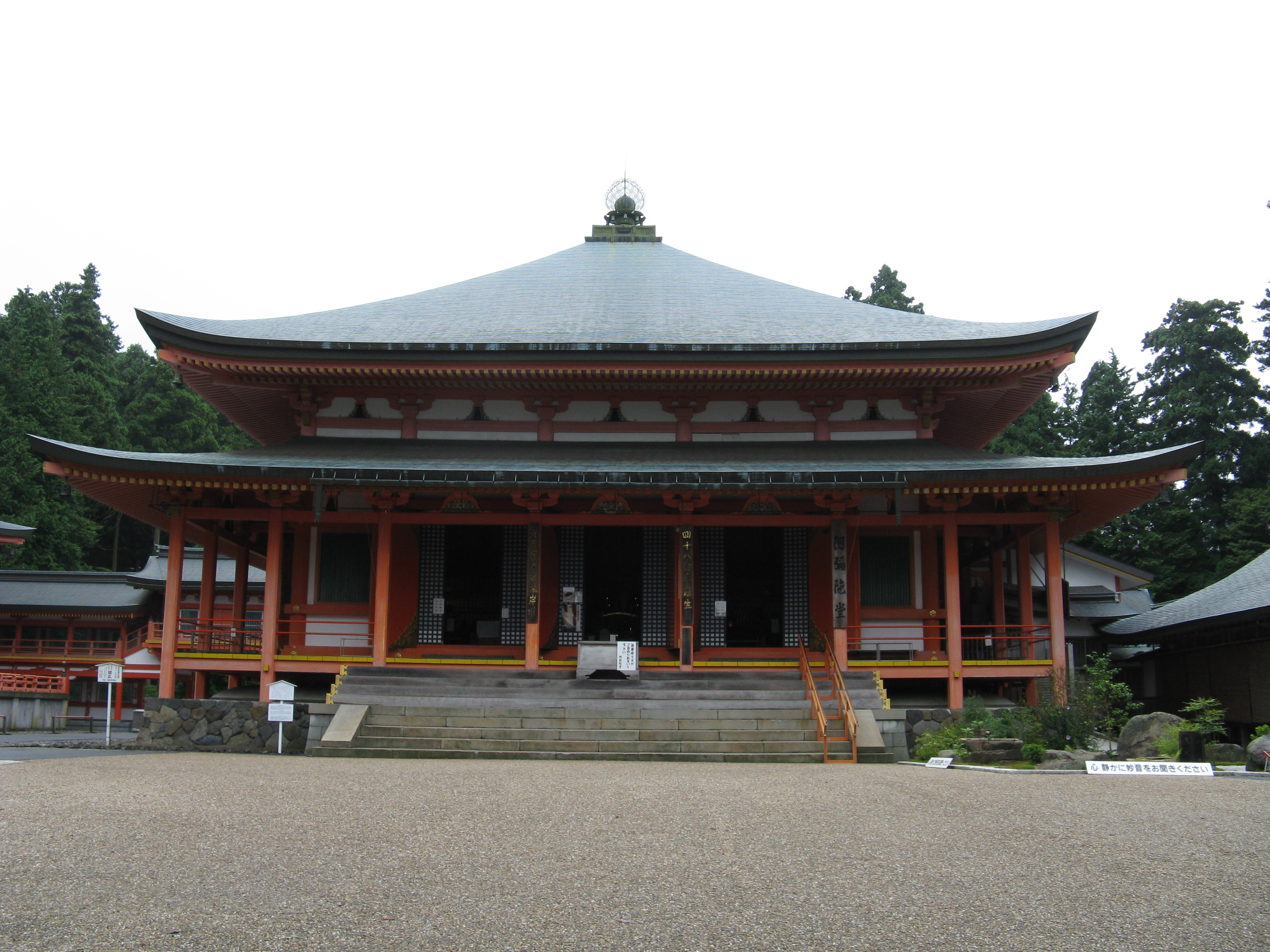
Amidado
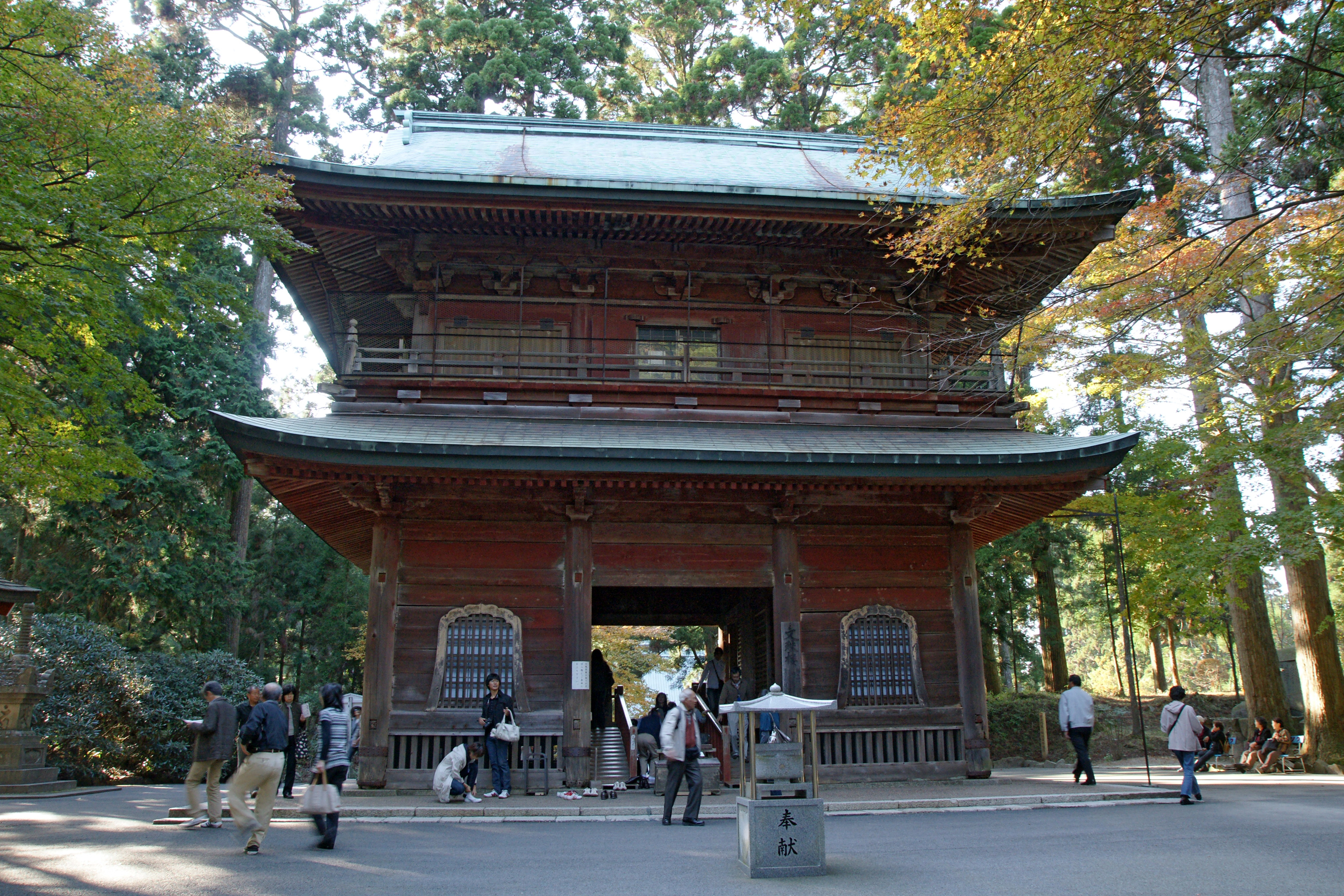
Monjuro

- CiNii: DA07190141
- Library of Congress Control Number: n81110714
- Bibliotheek van het Japanse parlement: 00355141
- Nationale Bibliotheek van Israël: 987007459320605171
- Virtual International Authority File: 270146998404418941217